# A Test Before Trying
«A Test Before Trying» (укр. «Тест перед спробою») — десята серія двадцять четвертого сезону мультсеріалу «Сімпсони», прем'єра якої відбулась 13 січня 2013 року у США на телеканалі «Fox».
Серія присвячена пам'яті коміка Г'юелла Гоузера, який помер за шість днів до того у віці 67 років.

## Сюжет
У початковій школі Спрінґфілда виникають проблеми після підвищення цін на електроенергію. Оскільки округу не по кишені утримувати всі школи, прийнято рішення влаштувати тестування для учнів, за результатом якого школу з найнижчими балами закриють…
Через подорожчання електроенергії Сімпсони вирішують викинути непотрібну побутову техніку. Коли Гомер відносить все на звалище, то знаходить там старий справний паркувальний лічильник, який він забирає додому.
Троє інспекторів з Відділу стандартизованого тестування приїжджають до Спрінґфілдської школи. Усі учні проходять іспит, однак результати невтішні і Спрінґфілдську початкову школу закривають…
Коли дітей відправляють у різні школи, Ліса дізнається, що Барт не проходив іспит: він цілий день грав із жуком. Якщо Барт складе тест, він зможе підняти результати та врятувати школу. Ліса розповідає про це шкільному персоналу. Вчителі намагаються переконати Барта, але йому це байдуже.
Тим часом за допомогою свого паркомата Гомер починає здирати гроші з мешканців Спрінґфілда. Згодом у новинах повідомляють, що поліція переслідує відповідального за аферу з паркувальним лічильником, і Гомер розуміє, що це він.
Барт починає готуватися до тесту, але швидко засинає і нічого не вчиться. Наступного дня, йдучи коридором до кімнати тестувань, хлопчик бачить, як сильно на нього покладаються всі учні та вчителі. Зрозумівши, що він не може їх підвести, Барт інформує директора Скіннера, що потрібно виграти ще час. Скіннер зриває пожежну тривогу, завдяки чому Барт отримує додатковий день для навчання.
Того вечора Ліса помічає, що Барт знову не вчиться, і дорікає за його егоїзм. Від цього Барт засинає і бачить сон, в якому всі жителі Спрінґфілда — дурні, а школу перетворено на ферму шпинату моряка Попая… Після того, як хлопчик прокидається, він просить сестру про допомогу. Ліса говорить йому спочатку відповісти на те, що він знає, а, якщо він не може щось придумати, то обрати варіант «В».
Гомер продовжує ходити по вулицях зі своїм паркоматом, але натрапив на шефа Віґґама і під час втечі випадково знищує свій паркомат. Він іде додому, де Мардж виявляє монети, які Гомер назбирав. Вона змушує його витратити гроші на «дрібні поліпшення» — кинути у криницю бажань…
Барт проходить тест, але не встигає відповісти на останнє питання. Однак з його кишені виповзає жук, з яким Барт грав раніше і якого не розчавив. Комаха сідає на правильний варіант відповіді. Врешті решт, Барт складає тест, і школу не потрібно закривати.

## Виробництво
Спочатку сцена на дивані повинна бути від запрошеного аніматора Білла Плімптона. Однак, через стрілянину у школі Сенді-Хук 14 грудня 2012 року було прийнято рішення замінити диванний ґеґ. У сцені Плімптона присутні дещо насильницька атмосфера і зброя, що на той час можна було вважати дещо образливим змістом. Сцена Білла Плімптона вийшла на початку 15 серії сезону «Black-Eyed, Please».
За словами музичного редактора серіалу Кріса Ледезми, музику для нової сцени дивані цієї серії було складено надзвичайно пізно у виробництві. У четвер, 10 січня (всього за 3 дні до виходу епізоду в етер), Ледезму попросили придумати новий саундтрек до нового ґеґу. Ледезма повинен був скласти музику і підготувати її до запису всього за кілька годин.

## Ставлення критиків і глядачів
Під час прем'єри серію переглянули 5,04 млн осіб з рейтингом 2.4, що зробило її другим найпопулярнішим шоу на каналі «Fox» тієї ночі, після «Сім'янина».
Роберт Девід Салліван з «The A.V. Club» дав серії оцінку B, сказавши:
|  | Якщо ви — ліберал, то можете розглядати серію як критику стратегії «тест, тест, тест», яка часто пропонується в якості альтернативи збільшенню фінансування державних шкіл. Якщо ви — консерватор, то можете посміятися над некомпетентністю і спустошеністю адміністраторів громадських шкіл. Барту, звичайно ж, байдуже, що ви зробите. |

Тереза Лопес з «TV Fanatic» дала серії три з половиною з п'яти зірок, сказавши: «Звичайно, Барт не дуже добре вчиться, і його боротьба за те, щоб зосередитися, після того, як він отримав не один, а два дні додаткового навчального часу, нагадувала серію другого сезону „Bart Gets an «F»“… Сюжет Барта, безумовно, показав, наскільки він дійсно дбає про інших, і було кумедно дивитися, як його маленька гра з жуком повертається, щоб допомогти йому». Водночас, Лопес не сподобався підсюжет Гомера, який вона назвала «менш веселим» у порівнянні з основним сюжетом і з попередніми його схемами Гомера.
У лютому 2014 року сценарист серії Джоел Коен здобув премію Гільдії сценаристів Америки в області анімації 2013 року.
Згідно з голосуванням на сайті The NoHomers Club більшість фанатів оцінили серію на 4/5 із середньою оцінкою 3,44/5.